# Принц Пьемонта
Сеньор, позднее принц Пьемонтский — первоначально сеньория савойского графства, которой владела младшая ветвь Савойского Дома, титулярные князья Ахейские.
После того как Людовик Пьемонтский умер в 1418 году, не оставив законных отпрысков, земли его сеньории отошли к старшей ветви. В то же время Савойя получила статус герцогства, а Пьемонт — статус княжества. Когда Савойскому дому было передано Сардинское королевство, члены правящей королевской семьи стали использовать титул «Принц Пьемонтский» для их старшего наследника. Впервые его использовал принц Виктор Амадей I Савойский.
Использование этого титула продолжилось, когда Виктор Эммануил II стал королем Италии. Принц Пьемонтский является аналогом британского титула «Принц Уэльский» — титула, присваиваемого наследному принцу.

Флаг принца Пьемонта

Герб принца Пьемонта

Королевский штандарт принца Пьемонта

## Сеньоры Пьемонта
- ???? - 1233 Томас I Савойский, сын Гумберта III Блаженного
- 1233–1259 гг. Томас II Савойский, сын предыдущего
- 1259–1282 Томас III Савойский, сын предыдущего
- 1282–1334 гг. Филипп I Савойский, сын предыдущего, также князь Ахейский (1301–1307 гг.)
- 1334–1367 Жак I Савойский, сын предыдущего, ахейский претендент
- 1368–1368 Филипп II Пьемонтский, сын предыдущего
- 1368–1402 Амадей I Пьемонтский, брат предыдущего, ахейский претендент
- 1402–1418 Людовик I Пьемонтский, брат предыдущего

## Принцы Пьемонта
Примечание: имена, выделенные жирным шрифтом, обозначают тех, кто унаследовал престол.
| Картина | Имя                                       | Наследник          | Рождение            | Стал наследником престола            | Созданный принц Пьемонта             | Перестал быть принцем Пьемонта  | Смерть             |
| ------- | ----------------------------------------- | ------------------ | ------------------- | ------------------------------------ | ------------------------------------ | ------------------------------- | ------------------ |
|         | Филип Эммануил                            | Карл Эммануил I    | 3 апреля 1586 г.    | 3 апреля 1586 г.                     | 3 апреля 1586 г.                     | 9 февраля 1605 г.               | 9 февраля 1605 г.  |
|         | Виктор Амадей                             | Карл Эммануил I    | 8 мая 1587 г.       | 9 февраля 1605 г. смерть братьев     | 9 февраля 1605 г. смерть братьев     | 26 июля 1630 г. стал герцогом   | 7 октября 1637 г.  |
|         | Франциск Гиацинт                          | Виктор Амадей I    | 14 сентября 1632 г. | 14 сентября 1632 г.                  | 14 сентября 1632 г.                  | 7 октября 1637 г. стал герцогом | 4 октября 1638 г.  |
|         | Виктор Амадей                             | Виктор Амадей II   | 6 мая 1699 г.       | 6 мая 1699 г.                        | 6 мая 1699 г.                        | 22 марта 1715 г.                | 22 марта 1715 г.   |
|         | Карл Эммануил                             | Виктор Амадей II   | 27 апреля 1701 г.   | 22 марта 1715 г. смерть брата        | 22 марта 1715 г. смерть брата        | 3 сентября 1730 г. стал королем | 20 февраля 1773 г. |
|         | Виктор Амадей в образе герцога Савойского | Карл Эммануэль III | 26 июня 1726 г.     | 3 сентября 1730 г. отец стал королем | 3 сентября 1730 г. отец стал королем | 20 февраля 1773 г. стал королем | 16 октября 1796 г. |
|         | Карл Эммануил                             | Виктор Амадей III  | 24 мая 1751 г.      | 20 февраля 1773 г. отец стал королем | 20 февраля 1773 г. отец стал королем | 16 октября 1796 г. стал королем | 6 октября 1819 г.  |
|         | Виктор Эммануил                           | Карл Альберт       | 14 марта 1820 г.    | 27 апреля 1831 г. отец стал королем  | 27 апреля 1831 г. отец стал королем  | 23 марта 1849 г. стал королем   | 9 января 1878 г.   |

## Принцы Пьемонта и Неаполя
Когда Савойский дом утвердился у власти в Италии в 1861 году, они не только продолжали использовать титул принца Пьемонта, но и ввели новый принц Неаполитанский используя его наравне со старым, основываясь на преемственности от Жозефа Бонапарта.
| Картина        | Имя             | Наследник           | Рождение            | Стал наследником престола            | Созданный принц Пьемонта           | Перестал быть принцем Пьемонта         | Смерть             |                |
| Принц Пьемонта | Принц Пьемонта  | Принц Пьемонта      | Принц Пьемонта      | Принц Пьемонта                       | Принц Пьемонта                     | Принц Пьемонта                         | Принц Пьемонта     | Принц Пьемонта |
| -------------- | --------------- | ------------------- | ------------------- | ------------------------------------ | ---------------------------------- | -------------------------------------- | ------------------ | -------------- |
|                | Умберто         | Виктор Эммануил II  | 14 марта 1844 г.    | 23 марта 1849 г. отец стал королем   | 23 марта 1849 г. отец стал королем | 9 января 1878 стал королем             | 29 июля 1900 г.    |                |
| Принц Неаполя  |                 |                     |                     |                                      |                                    |                                        |                    |                |
|                | Виктор Эммануил | Умберто I           | 11 ноября 1869 г.   | 9 января 1878 года отец стал королем |                                    | 29 июля 1900 г. стал королем           | 28 декабря 1947 г. |                |
| Принц Пьемонта |                 |                     |                     |                                      |                                    |                                        |                    |                |
|                | Умберто         | Виктор Эммануил III | 15 сентября 1904 г. | 15 сентября 1904 г.                  | 29 сентября 1904 г.                | 9 мая 1946 года стал королем           | 18 марта 1983 г.   |                |
| Принц Неаполя  |                 |                     |                     |                                      |                                    |                                        |                    |                |
|                | Виктор Эммануил | Умберто II          | 12 февраля 1937 г.  | 9 мая 1946 года отец стал королем    | 9 мая 1946 года отец стал королем  | 12 июня 1946 года монархия упразднена. |                    |                |